# 1960 في تركيا
فيما يلي قوائم الأحداث التي وقعت خلال عام 1960 في تركيا.

## أحداث
- 27 مايو – الانقلاب العسكري التركي 1960

## سياسة

### تعيين في المنصب
- 28 مايو – جمال كورسل رئيس وزراء تركيا.

## مواليد

### يناير
- 1 يناير – أحمد أوميت كاتب تركي.
- 1 يناير – سميحة أويش سياسية تركية.
- 1 يناير – كونجا كورش كاتبة تركية.
- 1 يناير – نوراي ميرت صحفية تركية.
- 7 يناير – أمر الله اشلر سياسي تركي.

### مارس
- 10 مارس – محمد غلدي

### مايو
- 8 مايو – رجب اكدغان سياسي تركي.

### أغسطس
- 10 أغسطس – كيباريه مغنية تركية.
- 24 أغسطس – بيريهان ماغدين كاتبة تركية.

### أكتوبر
- 6 أكتوبر – نورسيلي إيديز ممثلة تركية.
- 20 أكتوبر – شآي آلباي سياسي تركي.

### نوفمبر
- 4 نوفمبر – إبراهيم خليل مازجي أوغلو سياسي تركي.
- 18 نوفمبر – يشيم أسطى أوغلو مخرجة وَكاتبة سيناريو تُركية.

## وفيات

### مارس
- 23 مارس – بديع الزمان سعيد النورسي (مواليد 1876)

### يوليو
- 29 يوليو – حسن سقا (مواليد 1885)

### نوفمبر
- 13 نوفمبر – حايم نحوم (مواليد 1872)